# Concours de beauté
Pour les articles homonymes, voir Concours de beauté (homonymie).

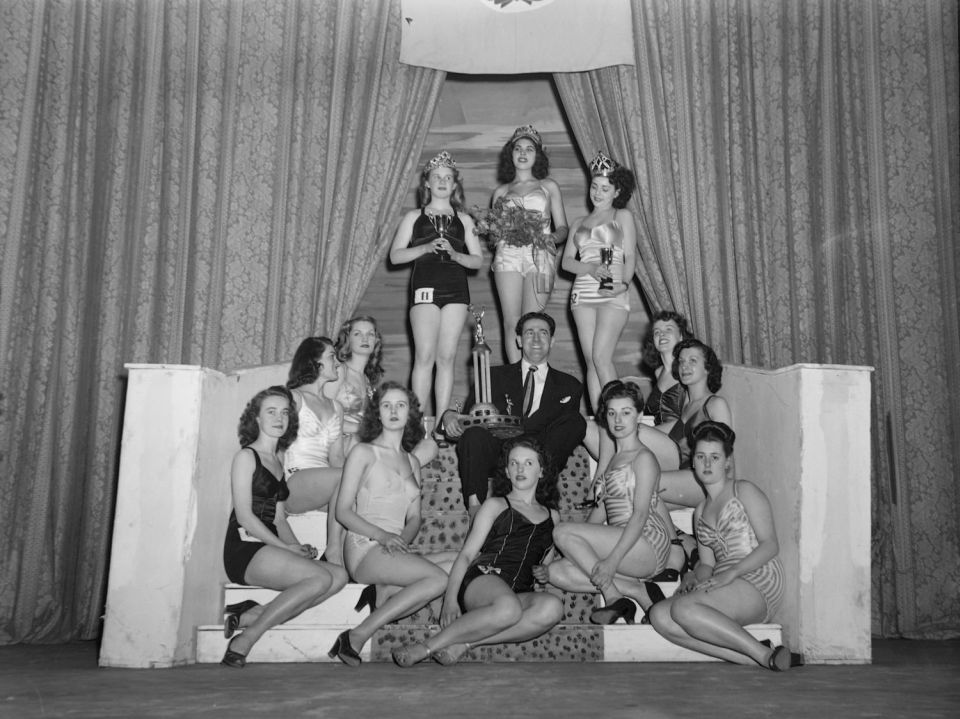
Concours de beauté à Montréal en 1948.

Un concours de beauté est un concours dans lequel les participantes — ou plus rarement les participants — doivent répondre à certains critères esthétiques pour remporter un prix.
Dans le mythe du jugement de Pâris, Aphrodite remporta le concours de beauté à l'origine de la guerre de Troie.
Dans certaines régions, Théophraste écrit que les concours féminins sont souvent basés sur la vertu et les compétences domestiques de celles-ci, comme cela se pratique chez les Barbares. Théophraste nous rapporte que c’est un concours de beauté masculine qu’on organise à Élis. L’épreuve est extrêmement rigoureuse et les vainqueurs reçoivent des armes en guise de prix. Ces armes sont consacrées à Athéna par le vainqueur qui, le front ceint de bandelettes, est conduit en procession jusqu’au sanctuaire. Selon Myrsilos de Lesbos, auteur de Paradoxes historiques, la couronne offerte serait de myrte.
En France, selon la légende, saint Médard institue, à la fin du Ve siècle, la fête de la Rosière qui se transforme progressivement en concours de beauté. Au XIXe siècle, dans les villes, sont célébrées « la fête des blanchisseuses » à la  mi-carême : ces femmes élisent leur reine choisie selon des critères de moralité et de beauté. Parallèlement à la même époque, les jeunes du village choisissent une « reine de mai » parmi les plus belles filles.

## Institutionnalisation des concours de beauté

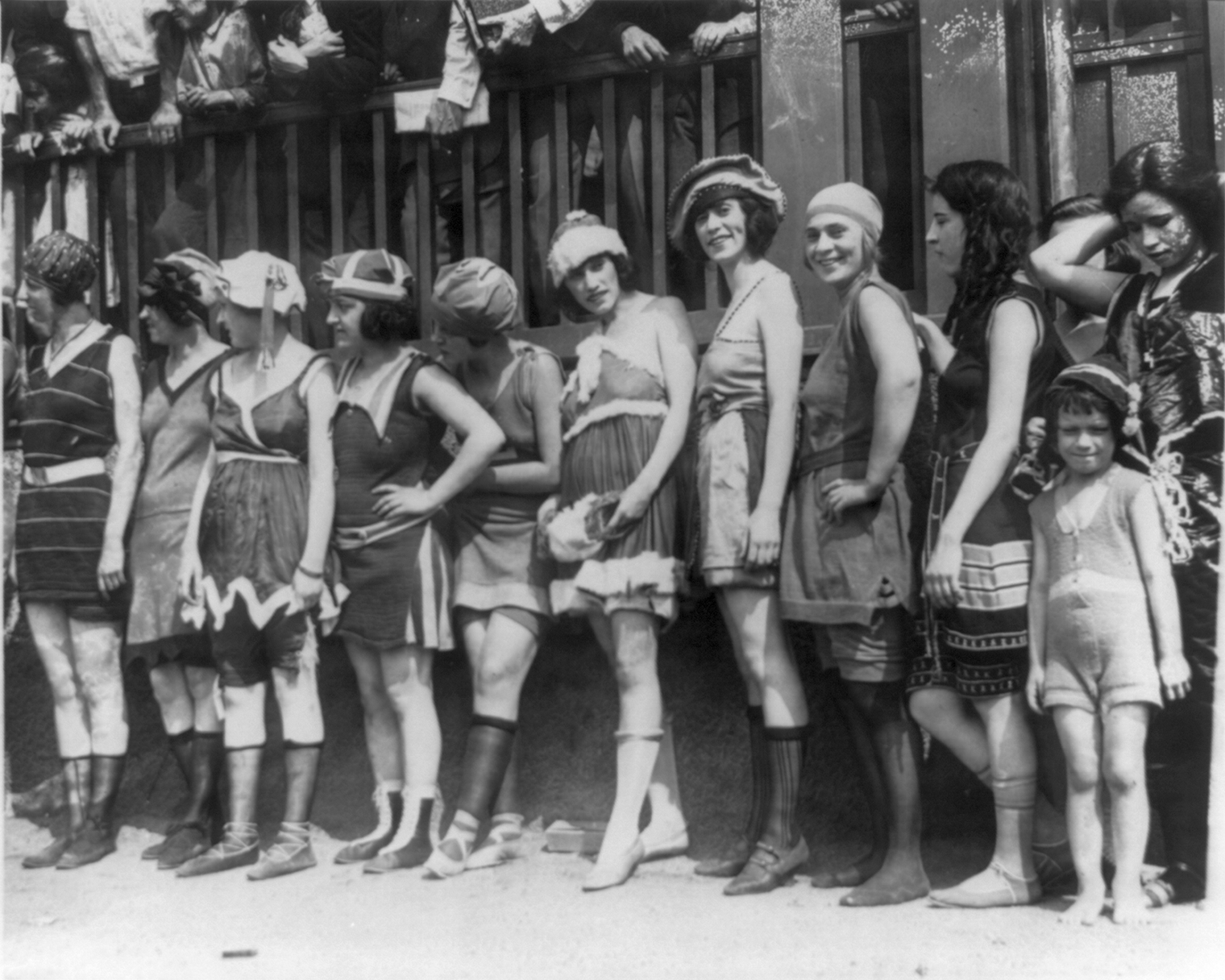
Concours de beauté en costume de bain, aux États-Unis, en 1920.

Paul Lacroix a suggéré la création de concours de beauté au milieu du XIXe siècle. Il écrit sous le nom du Bibliophile Jacob :

« Nous avons quantité de prix et de médailles pour récompenser la vertu et la multiplier par l’émulation ; mais il n'existe pas une académie qui osât mettre la beauté au concours, comme dans l’ancienne Grèce où l’on divinisait la femme en choisissant des modèles humains pour la Vénus de Praxitèle. »

Dans la première partie du XXe siècle voient le jour de nombreux concours de beauté nationaux : Miss France en 1920 (sous le nom de « La plus belle femme de France »), Miss America en 1921 ou encore Miss Turquie en 1929. Si le titre de Miss Europe est créé en 1928, les concours internationaux sont créés après la Seconde Guerre mondiale, Miss Monde en 1950 et Miss Univers en 1952.
Dans les années 2010, certaines participantes aux concours de beauté utilisent leur notoriété à des fins politiques pendant les cérémonies : par exemple en 2017, au Pérou où les candidates donnent les chiffres des violences faites aux femmes dans le pays au lieu de leurs mensurations ; aux États-Unis où Miss Texas critique les suprémacistes blancs de la manifestation « Unite the Right » à Charlottesville ; ou encore pendant le concours de Miss Monde, lors duquel Miss Irak et Miss Israël posent ensemble pour une photo en prônant la paix, ce qui déclenche une polémique.

## Concours Internet
De nombreux sites web proposant des concours de beauté se sont développés sur internet. Ces sites diffusent les photos de leurs membres et proposent à tous leurs visiteurs de donner leur opinion, généralement sous la forme d'une note entre 1 et 10. Le score d'un membre est la moyenne des notes obtenues. Sur les sites les plus populaires, le nombre de votes recueillis sur chaque photographie peut parfois dépasser le millier.

## Concours de beauté pour enfants
Des concours de beauté, essentiellement féminins, destinés aux enfants se sont développés depuis la fin des années 1990. Dans ce type de concours, des petites filles (dès quelques mois) concourent pour des prix (beauté, tenue, danse…) encouragées ou poussées par leurs parents.
Ces pratiques importées des États-Unis se développent également en France (« mini-miss », « graines de miss ») malgré un rapport parlementaire alarmant attirant l'attention sur les risques de ces pratiques. Elles seront finalement interdites sur le territoire français, en 2014, aux enfants de moins de 13 ans. Certains psychiatres n'hésitent pas non plus à dénoncer les problèmes psychologiques provoqués par une sexualisation précoce de ces petites filles.
En 2006, le film Little miss Sunshine aborde ce sujet sur le ton de l'humour. Le troisième roman d'Olivier Bourdeaut paru en 2021, Florida, en est une critique acerbe.

## Controverse
Certaines voix, dont de nombreux groupes féministes, critiquent régulièrement ce type de manifestations, considérant que la femme serait traitée lors de ces concours comme du « bétail » plutôt que comme une personne à part entière.

## Concours de Miss et Mister
| - Miss Monde - Miss Univers - Miss Terre - Miss International - Miss Grand International - Miss Intercontinental | - Miss International France - Miss Model of the World - Miss Europe - Miss France - Mister France - Miss Excellence France | - Mister Monde - Mister Univers - Mister International - Manhunt International - Caballero Universal |